# Dailly
Dailly (Gaélico escocés: Dail Mhaol Chiarain), es un pueblo en Ayrshire del Sur, Escocia. Se encuentra en el Water of Girvan, a 8 kilómetros (5,0 millas) al sur de Maybole, y 5 kilómetros (3,1 millas) al este de la Antigua Dailly. "Nueva Dailly", como se llamaba originalmente, fue establecido en la década de 1760 como un pueblo minero de carbón. En 1849 se produjo un incendio en Dalquharran Colliery, una de las minas cercanas, y siguió ardiendo durante 50 años. 
El 1 de abril de 2009, el Concilio de North Ayrshire cerró Centro de Actividades de Dailly para compensar sus pérdidas debido a la gran cantidad de la deuda del Consejo que está en él. El consejo propuso un plan de entrega, donde los residentes de la aldea serían capaz de disponer del Centro de Actividades con el Consejo.